# Nasdaq-100

Notowania indeksu Nasdaq-100 w latach 1985–2015; około 2000 r. widoczny efekt tzw. bańki internetowej

Nasdaq-100 – indeks giełdowy w skład którego wchodzi 100 spośród największych spółek notowanych na amerykańskiej giełdzie Nasdaq. Ujęte w nim spółki stanowią podzbiór indeksu Nasdaq Composite.
Zapoczątkowany w 1985 roku indeks często utożsamiany jest z branżą technologiczną. W 2023 roku zaliczane do niej spółki stanowiły 56-57% indeksu. 30 września 2023 roku największymi spółkami ujętymi w indeksie były (w nawiasach % udział w indeksie): Apple Inc. (10,82%), Microsoft (9,48%), Amazon.com (5,30%), NVIDIA (4,34%) oraz Meta Platforms (3,78%).
Z indeksu wyłączone są przedsiębiorstwa branży finansowej oraz spółki równolegle notowane na więcej niż jednej giełdzie. Inne kryteria konieczne do uwzględnienia spółki w indeksie to średni dzienny wolumen obrotów przekraczający 200 000 akcji (lub kwitów depozytowych) oraz obecność spółki na giełdzie od co najmniej 3 miesięcy. W indeksie mogą być ujęte przedsiębiorstwa spoza Stanów Zjednoczonych. Choć indeks obejmuje 100 spółek, w jego skład może wchodzić więcej niż 100 instrumentów finansowych. Przykładowo w 2023 roku niezależnie od siebie w indeksie ujęte były akcje spółki Alphabet Inc. klas A i C.
Wartość indeksu wyliczana jest z uwzględnieniem kapitalizacji rynkowej ujętych w nim podmiotów, jednak nie w sposób wprost proporcjonalny, w celu uniknięcia nadmiernej dominacji największych spółek. Zmiany w składzie indeksu ogłaszane są raz do roku, w grudniu, natomiast względny udział poszczególnych składników podlega rewizji co trzy miesiące.